# Francisco de Paula Ycaza Silva
 Francisco de Paula Ycaza Silva  (Guayaquil, 19 de mayo de 1784- Ibídem, 1861). Fue un abogado y político ecuatoriano.

## Biografía
Fue un político y comerciante guayaquileño hijo del panameño Martín de Icaza Caparroso  y de la guayaquileña María Rosa Benita de Silva Olave. Sus primeros estudios los realizó en su ciudad natal para luego trasladarse a Lima e ingresar a la Universidad Nacional Mayor de San Marcos donde consiguió el título de doctor de Jurisprudencia. Cuando su tío José Silva y Olave fue elegido diputado por Guayaquil en 1809 lo acompañó a México junto con José Joaquín de Olmedo. En el año de 1811 fue procurador del Cabildo. El 18 de noviembre de 1820 fue miembro del tribunal de segunda Instancia. Se casó con su sobrina Isabel Paredes y Olmedo, y en el año de 1822 tuvieron a su hijo de nombre Francisco Pablo Icaza Paredes. Fue uno de los fundadores de la Corte Superior de Justicia fundada en Guayaquil el 20 de abril de 1826. Años después fue miembro de la "Sociedad Económica de los amigos del País" de Guayaquil. Ocupó el cargo de gobernador de la provincia del Guayas durante los gobiernos de Rocafuerte, Flores y Vicente Ramón Roca. Entregó varios terrenos de su propiedad al Consejo Municipal para el ensanche de la ciudad correspondiente a los siguientes límites la calle García Aviles y Machala, Ave Olmedo y Primero de Mayo.  Tiempo después retirado de la política falleció en el año de 1861. Era cuñado y a la vez pariente de José Joaquín de Olmedo por haberse casado con María Rosa Juliana de Icaza-Silva

## Homenajes y distinciones
- En su homenaje existe con su nombre una calle en el centro de Guayaquil.[8]